# Tomás de Zumalacárregui

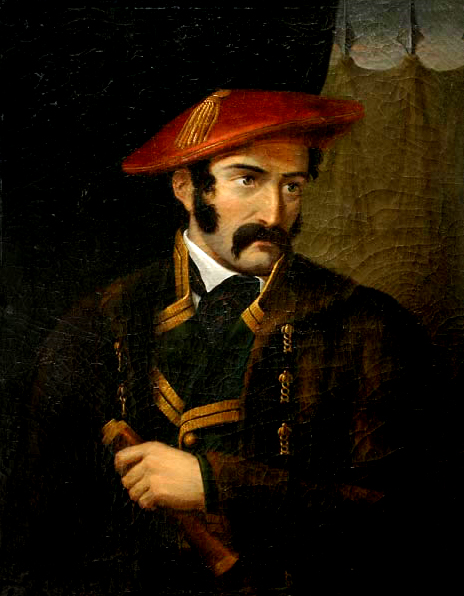
Tomás de Zumalacárregui

Tomás de Zumalacárregui y de Imaz (baskisch Tomas Zumalakarregi Imatz; * 29. Dezember 1788 in Ormaiztegi; † 24. Juni 1835 in Zegama) war ein spanischer General und Anführer der Carlisten.

## Leben
Zumalacárregui wurde als Sohn eines begüterten Rechtsanwalts im Baskenland geboren. Er sollte gleichfalls eine Ausbildung als Anwalt erhalten. Als 1808 die napoleonischen Truppen Spanien besetzten, meldete er sich freiwillig in Saragossa bei der spanischen Armee. Er nahm an der Schlacht von Tudela teil und geriet danach wahrscheinlich in Gefangenschaft, der er sich aber durch Flucht entziehen konnte. Zeitweise schloss er sich den Guerrillas an, kehrte aber in den regulären Militärdienst der königlich spanischen Armee zurück, wo er bis zum Hauptmann aufstieg.
Während des Trienio Liberal und der französischen Invasion in Spanien wurde er von seinen liberalen Offizierskollegen wegen seiner royalistisch-konservativen Haltung denunziert und ging ins Exil nach Frankreich. Nach Kriegsende kehrte er zur Armee zurück und wurde 1825 zum Oberstleutnant und 1829 zum Oberst befördert. 1832 wurde er zum Militärgouverneur von Ferrol ernannt. Nach dem Tod König Ferdinand VII. im Jahr 1833 wurde er wegen des Verdachtes der Sympathie Carlos María Isidro de Borbón, genannt Don Carlos, dem nach der Macht strebenden Bruder des verstorbenen Königs, in Pamplona unter Hausarrest gestellt. Im Oktober erhielt er von Don Carlos die Aufforderung, das militärische Kommando des Aufstandes in Navarra zu übernehmen. Zumalacárregui entfloh aus dem Hausarrest in die Berge. Dort gelang es ihm innerhalb kürzester Zeit aus anfangs wenigen hundert undisziplinierten und unerfahrenen Kämpfern, diese in eine schlagkräftige und disziplinierte Armee umzuformen. Er führte seine Truppen mit Guerillataktik von Sieg zu Sieg. Er gewann die Schlachten von Alsasua, Alegría de Álava, und Venta de Echavarri. Seine Erfolge ermöglichten es ihm, Don Carlos in sein Lager zu laden. Dieser folgte der Einladung im Juli 1834, war aber voller Misstrauen gegenüber seinem so erfolgreichen und populären General. Im 1835 erreichte dessen Armee eine Stärke von über 30.000 Mann. Er gewann im April 1835 die Schlacht von Artaza und wollte nun mit seinem Heer nach Madrid marschieren. Doch Don Carlos drängte ihn, zuerst Bilbao zu erobern. Bei der Belagerung der Stadt wurde Zumalacárregui am 14. Juni bei der Basilika Unserer Lieben Frau von Begoña von einer Kugel in die Wade getroffen. Zur Behandlung der scheinbar leichten Verletzung entsandte Don Carlos seine eigenen Leibärzte. Wenige Tage später verstarb Zumalacárregui. Schon sehr bald tauchten Verdächtigungen auf, er sei seiner Popularität wegen von Don Carlos vergiftet worden. Er wurde an seinem Sterbeort in Cegama begraben. Postum wurde er in den erblichen Grafenstand sowie den Herzogsstand als Duque de la Victoria erhoben.
Zumalacárregui wurde von seinen Zeitgenossen als tiefgläubig, royalistisch und konservativ beschrieben, welcher geradlinig für seine Überzeugung eintrat. Der Nachwelt ist er insbesondere durch das Tragen der roten Baskenmütze in Erinnerung geblieben.